# Ruy Coelho
Œuvres principales
Opéras, Ave Maria de Fatima
Rui Coelho (né le 3 mars 1889 à Alcácer do Sal et mort le 5 mai 1986 à Lisbonne) est un compositeur portugais de musique classique. Il est considéré comme le plus grand représentant de l'opéra portugais de la première moitié du XXe siècle.

## Biographie
Il commence sa formation musicale à la Banda Filarmónica de sa ville natale, puis au Conservatoire de Lisbonne (pt) entre 1904 et 1919. Il y étudie le piano, la composition, le flûte et le contrepoint avec, entre autres, Alexandre Rey Colaço, Frederico Guimarães, Tomaz Borba et António Taborda. Entre 1910 et 1913, il achève sa formation à Berlin avec Humperdinck, Max Bruch, Einsenberg (piano) et Schönberg et à Paris avec Paul Vidal.
À Berlin, il compose certaines œuvres d'inspiration portugaise comme Oh! Virgem que passais ao Sol Poente, considéré comme le premier lied d'essence portugaise, sur un sonnet d'António Nobre, la première sonate pour violon et piano, une première œuvre pour orchestre de chambre, un premier ballet, Princesa dos Sapatos de Ferro, « La princesse au souliers de fer », une Sinfonia Camoneana, la première œuvre d'un compositeur portugais utilisant le dodécaphonisme, la polytonalité et parfois l'atonalité. 
Après avoir achevé sa Sinfonia Camoneana, il retourne à Lisbonne le 10 juin 1913, à l'âge de 24 ans, où il accompagne notamment à l'orgue un cercle d'une cinquantaine de musiciens, le meilleur orchestre symphonique portugais de l'époque, qui se produit notamment au Théâtre São Carlos.
Le 1er décembre 1913 a lieu la première de son opéra Serão da Infanta, premier opéra chanté en langue portugaise, sur un livret de Teófilo Braga.
Entre 1919 et 1922, il voyage au Brésil où il présente certaines de ses œuvres, bien accueillies par le public, notamment la 5e Sinfonia Camoneana à São Paulo. En 1924, il reçoit le premier prix du concours officiel espagnol avec son opéra Belkiss. En 1932, il compose la musique de l'hymne Ave Maria de Fatima sur des paroles d'Afonso Lopes Vieira. En 1942 et 1943, il dirige l'Orchestre Philharmonique de Berlin, notamment dans son opéra Tá-Mar.
En 1949, Il dirige l'Orchestre Colonne à la salle Gaveau à Paris, dans certaines de ses œuvres : Rondó Alentejano, Jardim Chimérico, Noites nas Ruas da Mouraria, Passeios d’Estio, Feira, et six chansons populaires et péninsulaires (6 Canções Populares Portuguesas e Peninsulares).

## Œuvres enregistrées
Le label portugais Portugalsom contribue à présenter des enregistrements du compositeur. On peut notamment trouver :
- A princesa dos sapatos de ferro
- Deux sonates pour piano et violon
- Passeios d'Estio

## Source
- (pt) Cet article est partiellement ou en totalité issu de l’article de Wikipédia en portugais intitulé « Ruy Coelho » (voir la liste des auteurs).